# Paleártico

La Región Paleártica.

El Paleártico o región paleártica o paleoártica es una de las ocho ecozonas que dividen la superficie terrestre, siendo la de mayor tamaño. La región paleártica incluye Europa, Asia al norte del Himalaya, África septentrional y las zonas norte y central de la península arábiga. Esta denominación se emplea ampliamente en ecología, botánica y zoología y biogeografía; su superficie es aproximadamente de 54 100 000 km cuadrados.
Los biomas presentes en esta región, aproximadamente de norte a sur, son: tundra, taiga, bosque templado de coníferas, bosque templado de frondosas, chaparral y bosque mediterráneo, pradera, estepa y desierto.

## Principales regiones ecológicas
La ecozona paleártica comprende fundamentalmente ecosistemas boreales y templados.

### Región eurosiberiana
La región eurosiberiana es la mayor región biogeográfica del paleártico. De norte a sur, presenta los biomas de tundra, en el extremo norte de Rusia y Escandinavia, taiga y bosque templado de coníferas y de frondosas. Esta vasta región tiene muchas afinidades con las regiones boreales y templadas de la ecozona neártica, en Norteamérica. Eurasia y Norteamérica han estado conectadas a menudo a través del estrecho de Bering, y su fauna es similar, con muchas especies que han pasado de una región a otra, sobre todo de Eurasia a Norteamérica. De ahí que muchos zoólogos consideren que las dos regiones deberían unirse en una sola, la holártica. Las dos regiones comparten también muchas especies vegetales, que forman la geoflora arcto-terciaria.

### Cuenca mediterránea
Las tierras ribereñas del mar Mediterráneo en el sur de Europa, norte de África y oeste de Asia constituyen la región de clima mediterráneo más extensa y diversa del mundo. Su clima se caracteriza por inviernos suaves y lluviosos y veranos calurosos y secos. Los bosques mediterráneos de la región albergan 13 000 especies endémicas.
La cuenca mediterránea es también una de las regiones biogeográficas más amenazadas del mundo: Solo se conserva el 4 % de la vegetación original; y las actividades humanas, como el pastoreo intensivo, la deforestación, la agricultura y la urbanización, han degradado gran parte de la región. Originalmente, la región estaba cubierta en su mayor parte de bosques y dehesas, pero la influencia humana ha convertido gran parte de ella en un matorral esclerófilo, llamado maquis o garriga.

### Desiertos de Arabia y del Sahara
Una franja de desiertos, entre los que se encuentran el desierto del Sahara y el arábigo, separa las ecozonas paleártica y afrotropical.

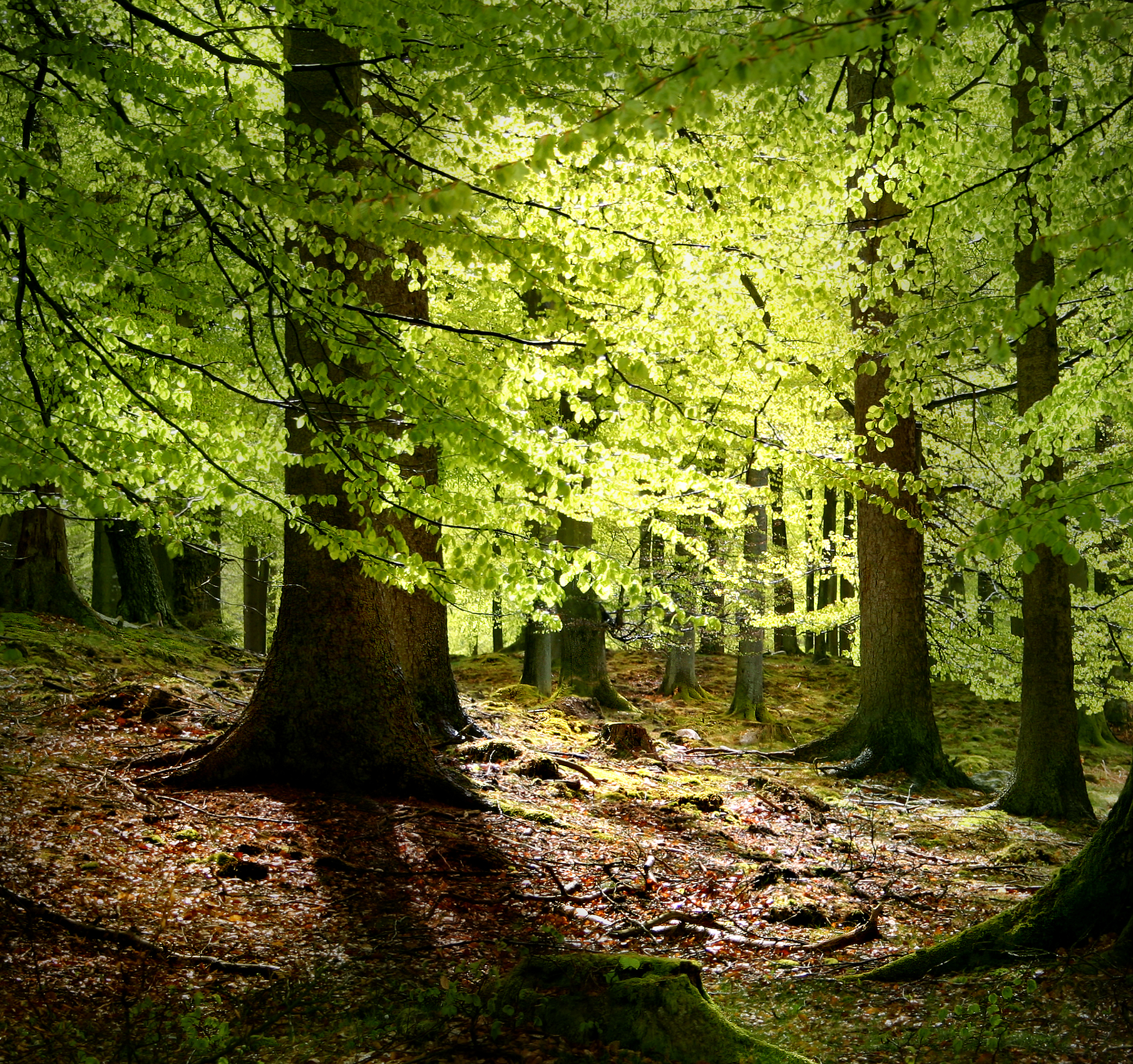
Bosque templado de frondosas en Dinamarca
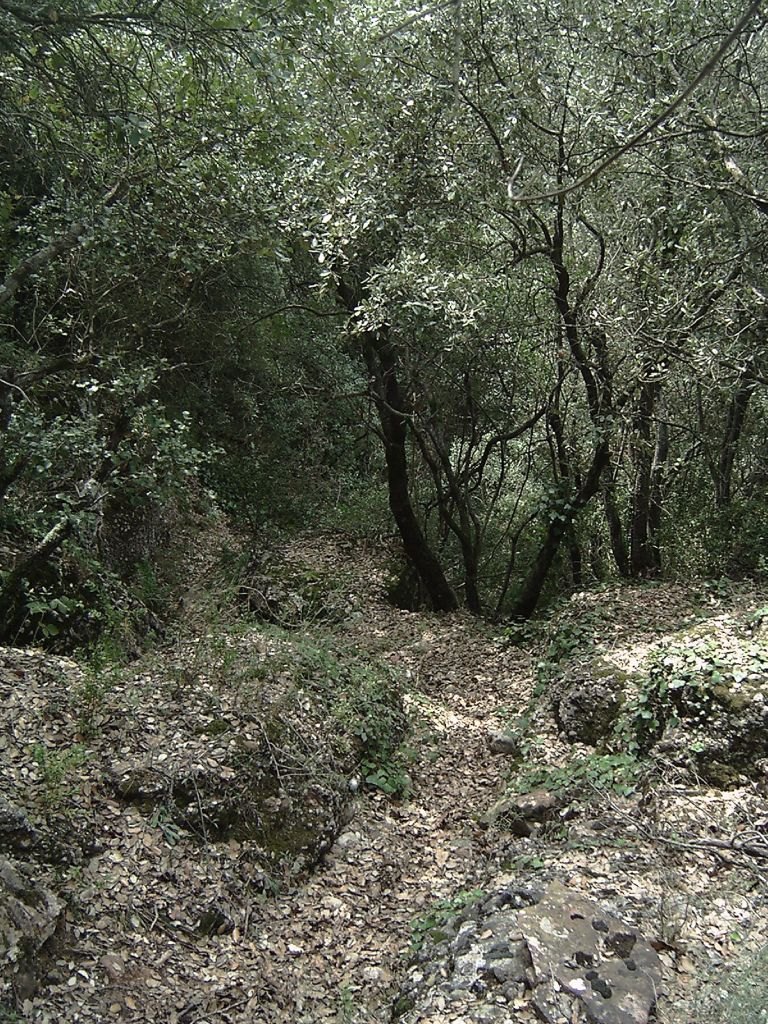
Bosque mediterráneo en España
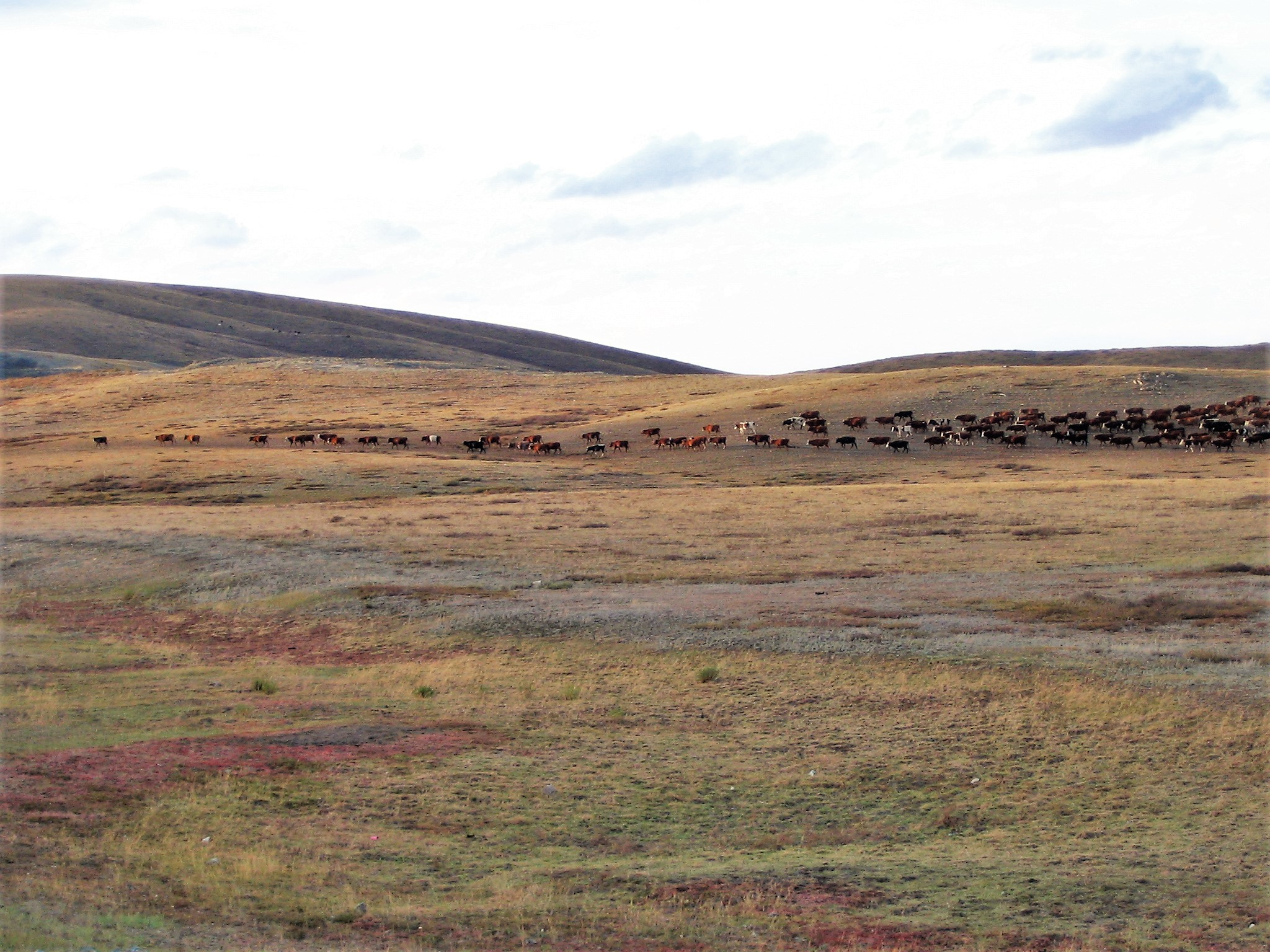
Estepas de Kazajistán
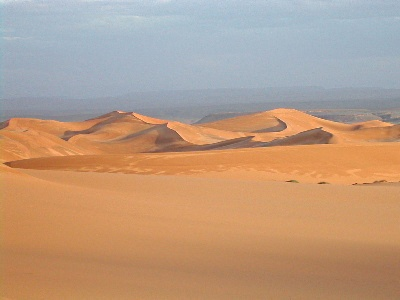
Desierto en Argelia

### Asia central y occidental
Las montañas del Cáucaso, entre el mar Negro y el Caspio, están cubiertas por una mezcla particularmente rica de bosques de coníferas, caducifolios y mixtos.
Asia Central y la meseta de Irán albergan estepas secas y cuencas desérticas, con bosques y praderas montanos en las mesetas y cordilleras. El piedemonte del Himalaya, entre los 2000 y los 2500 m s. n. m., constituye la frontera con la ecozona indomalaya.

### China y Japón
China y Japón son más húmedos y templados que las regiones adyacentes de Siberia y Asia Central, y albergan ricos bosques de coníferas, caducifolios y mixtos, aunque en la actualidad se encuentran restringidos a las zonas montañosas debido a que las llanuras y las cuencas fluviales, densamente pobladas, se han convertido en terreno agrícola y urbano.
A diferencia de Europa, Asia oriental no se vio muy afectada por las glaciaciones del Pleistoceno, y retiene el 96 % de los géneros de árboles del Plioceno; Europa sólo conserva el 27 %.
En las regiones subtropicales del sur de China y de Japón, la transición de los bosques templados paleárticos a las selvas indomalayas subtropicales y tropicales albergan una rica y diversa mezcla de plantas y animales. En el Sureste Asiático, varias cordilleras forman lenguas de flora y fauna paleárticas en el norte de Birmania y el sur de China. Más al sur se ancuentran algunos enclaves paleárticos aislados, como el monte Victoria, en el centro de Birmania, el Fan Si Pan, en el norte de Vietnam, y las montañas de Taiwán.

### Ecorregiones de agua dulce
La ecozona contiene varias ecorregiones de agua dulce importantes, como los ríos de Europa y Rusia, el lago Baikal en Siberia, y el lago Biwa en Japón.

## Fauna
Una familia de aves, los acentores (Prunellidae) es endémica de la región paleártica. Otras cuatro familias son endémicas de la región holártica:
- Alcidae: los araos, alcas, frailecillos y mérgulos
- Bombycillidae: los ampelis
- Gaviidae: los colimbos
- Tetraonidae: los urogallos, lagópodos, gallos-lira, grévoles y gallos de las praderas

Tres familias de mamíferos son también endémicas:
- Ailuridae: el panda rojo
- Calomyscidae: los ratones hamsteriformes
- Ochotonidae: las picas